# 巴布亚沟鰕虎鱼
巴布亚沟鰕虎鱼（学名：Oxyurichthys papuensis）为輻鰭魚綱鱸形目鰕虎亞目背眼鰕虎科沟鰕虎鱼属的鱼类，俗名尖尾鱼，為熱帶海水魚。分布于印度尼西亚至太平洋中部夏威夷群岛、北至日本以及中国南海、台湾海峡等海域，體長可達20公分，棲息在泥底質的河口、海灣底層水域，生活習性不明，可做為觀賞魚。该物种的模式产地在新几内亚。